# Untersulzbach
L'Untersulzbach est une rivière autrichienne de 12 km de long qui coule dans le land de Salzbourg.
Elle est un affluent de la Salzach et donc un sous-affluent du Danube par l'Inn.